# Gabriel Heinze
Pour les articles homonymes, voir Heinze (homonymie).
Gabriel Iván « Gabi » Heinze, né le 19 avril 1978 à Crespo en Argentine, est un footballeur international argentin évoluant au poste de défenseur, reconverti entraîneur.
Formé au Newell's Old Boys Gabriel Heinze évolue notamment au Paris SG, à Manchester United, au Real Madrid, à l'Olympique de Marseille et à l'AS Rome remportant le championnat d'Espagne, de France et d'Angleterre.
Heinze est international depuis 2003. Il comptabilise 72 sélections avec l'Argentine avec qui il remporte les jeux olympiques en 2004 et s'incline deux fois en finale de la Copa América en 2004 et en 2007. Il atteint également la finale de la coupe des confédérations en 2005.

## Biographie

### Carrière de joueur

#### Débuts
Gabriel Heinze naît d'un père d'origine allemande et d'une mère d’origine italienne et espagnole, il possède un passeport italien et allemand.
Il commence sa carrière dans son pays natal à 18 ans au Newell's Old Boys en 1996. Au bout d’une saison et seulement huit apparitions, l’Europe s’intéresse à ce joueur, et Heinze part en Espagne, au Real Valladolid pour 2 millions d'euros. Encore jeune, il ne dispute aucun match lors de sa première saison, puis est prêté au Sporting Portugal où il n’y joue pas plus (cinq matchs, un but). Sa carrière démarre vraiment à son retour de prêt, lors de la saison 1999-2000, Heinze gagne une place de titulaire et enchaîne une deuxième saison pleine qui éveille la curiosité de nombreux clubs,.

#### Reconnaissance dans les grands clubs européens

##### Paris SG (2001-2004)
En 2001, Luis Fernandez recrute ce joueur argentin au nom allemand. Son arrivée au club pour 4,2 millions d'euros, effectuée en même temps que la star Ronaldinho ou que la recrue onéreuse Hugo Leal, se fait discrète.
Il marque son premier but en France le 17 novembre 2002 contre Lens avant de marquer deux buts en quatre jours le mois suivant contre l'Olympique lyonnais et le FC Nantes. Son engagement parfois à la limite qui vaut à « Gabi » de recevoir le titre de joueur le plus rugueux de Ligue 1 (20 cartons jaunes et 2 rouges pour ses deux premières saisons).
Cependant, le public du Parc des Princes respecte une minute de silence à la suite du décès de son père, minute qui achève de resserrer les liens entre Heinze et le public parisien. Joueur majeur du PSG, apprécié par ses coéquipiers, l'entraîneur Vahid Halilhodžić ne le retient pas quand Manchester United fait parvenir une offre de 10 millions d’euros,.
Plusieurs années après son départ, Heinze déclare « Le PSG, c’est beaucoup d’émotions parce que c’est le club que je porte dans mon cœur. C’est le club qui m’a permis de réaliser des choses importantes comme accéder à la sélection d’Argentine. [...] Et je peux dire, ce sont les trois plus belles années de ma carrière ».
Durant l'été, il remporte les Jeux olympiques à Athènes avec l'équipe d'Argentine olympique de football.

##### Manchester United (2004-2007)
Gabriel Heinze arrive à Manchester United lors de l'été 2004. Il joue son premier match le 11 septembre 2004, lors d'une rencontre de Premier League contre Bolton Wanderers. Il se fait remarquer ce jour-là en ouvrant le score, marquant ainsi son premier but pour son premier match à Manchester United. Les deux équipes se partagent toutefois les points lors de cette partie (2-2 score final).
À Manchester, Heinze découvre la Ligue des champions, et joue trois saisons au poste d’arrière gauche. La première année, il est élu meilleur joueur du club par les supporters à l'issue de la saison, qui lui décernent le prix Matt Busby. Il se fait remarquer le 24 août 2005, à l'occasion d'une rencontre qualificative pour la Ligue des champions, en marquant deux buts face au Debreceni VSC. Il contribue ainsi à la victoire de son équipe par trois buts à zéro. Sa seconde saison est ternie par une rupture des ligaments croisés du genou gauche le 14 septembre 2005, une blessure qui le prive de toute compétition. Malgré ce faible temps de jeu, il est néanmoins sélectionné pour jouer le Mondial 2006 où il jouera tous les matchs sauf le troisième match du 1er tour (l'Argentine étant déjà qualifiée après 2 matchs) au poste de défenseur central. Lors de son troisième exercice, il remporte le titre de champion d’Angleterre,.
Pendant qu’il se remet de ses blessures, son poste est occupé par Patrice Évra qui s’impose comme une référence à ce poste. À l'été 2007, Gabriel Heinze demande à être transféré à Liverpool qui propose 6,8 M£, mais l'encadrement mancunien refuse la transaction du fait de la rivalité entre les deux clubs. Gabriel veut jouer et après ce départ avorté pour Liverpool, Heinze retrouve l’Espagne où il signe au Real Madrid CF pour 12 M€ en 2007,.

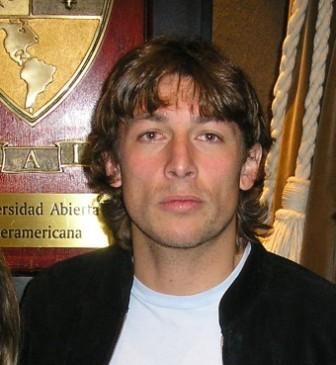
Gabriel Heinze en juin 2007.

##### Real Madrid (2007-2009)
Au Real Madrid CF, Gabriel Heinze touche un salaire de 4,5 millions d'euros, ce qui en fait l'un des défenseurs les mieux payés du monde avec John Terry, Rio Ferdinand ou encore Alessandro Nesta.
Heinze inscrit son premier but pour le Real Madrid le 30 mars 2008, lors d'une rencontre de championnat face au Séville FC. Titulaire, il ouvre le score de la tête sur un service de Wesley Sneijder, et contribue à la victoire de son équipe par trois buts à un.
Heinze est utilisé aussi bien en défense centrale que sur les côtés. À cause de nombreuses blessures, il joue peu lors du début de saison du Real. Il réalise cependant son meilleur match le 23 décembre 2007 contre le FC Barcelone, et est sacré champion d'Espagne en 2007-2008. Il remporte également la Supercoupe d'Espagne cette même année face au Valence CF en ayant joué l'intégralité des deux matchs (aller et retour). Sa deuxième et dernière saison au Real est vierge de titres. Ses multiples blessures et les choix de l'entraîneur n’en font pas un joueur indispensable des Merengues. À tel point qu’en 2009, un départ du joueur est souhaité par les dirigeants madrilènes. C'est à ce moment-là que Heinze souhaite revenir à Paris, mais les dirigeants du PSG — autant pour des raisons salariales que pour laisser éclore Mamadou Sakho — ne donnent pas suite.

##### Olympique de Marseille (2009-2011)

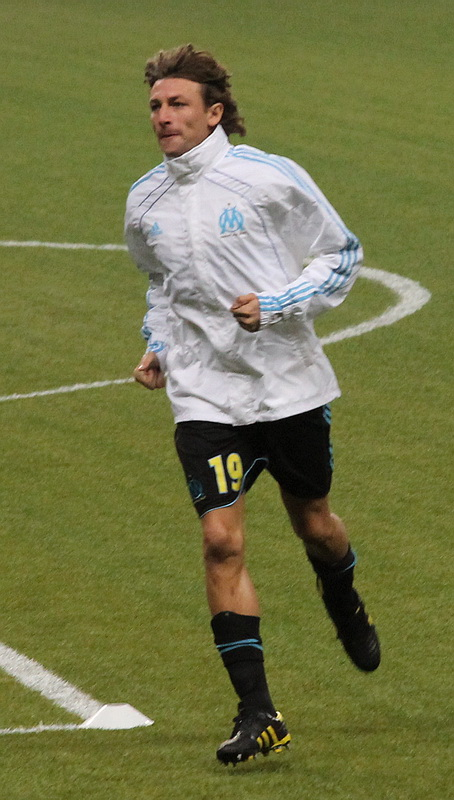
Gabriel Heinze à l’échauffement avec l'OM en 2010.

Gabriel Heinze rejoint donc l’Olympique de Marseille de Didier Deschamps pour un contrat de trois ans et 1,5 million d'euros, où il devient le joueur le mieux payé de Ligue 1 devant son compatriote en sélection et néo lyonnais Lisandro López.
Le 8 août 2009, Heinze participe à son premier match sous ses nouvelles couleurs en tant que titulaire en championnat contre Grenoble (l'OM s'impose 0-2). Le 15 septembre suivant, il marque son premier but avec l'OM contre le Milan AC en Ligue des Champions. Les Marseillais s'inclinent toutefois par deux buts à un, Filippo Inzaghi inscrivant un doublé pour les Milanais.
Le 22 octobre suivant, il marque un but décisif permettant à l'OM de battre Zurich (1-0) en Ligue des champions. Le 20 novembre, il marque le seul but du match lors du classico face à son ancien club, le Paris Saint-Germain (1-0). Toute la saison, Gabriel Heinze fait partie des leaders de l'équipe, que ce soit défensivement ou offensivement avec six buts inscrits toutes compétitions confondues (quatre en championnat et deux en Ligue des champions), dont un coup franc de 25 mètres le 5 mai face au Stade rennais lors de la 36e journée. Ce match remporté 3-1 offre le titre de champion de Ligue 1 à l'OM et constitue le 3e titre national majeur à Gabriel Heinze. Il remporte également la Coupe de la Ligue 2010.
Après une bonne saison 2010-2011 qui voit l'OM terminer deuxième de Ligue 1 et remporter la Coupe de la Ligue pour la seconde année consécutive, il annonce lors d'une conférence de presse le 27 mai 2011 qu'il quitte le club phocéen à l'issue de la saison, à un an du terme de son contrat.

##### AS Rome (2011-2012)

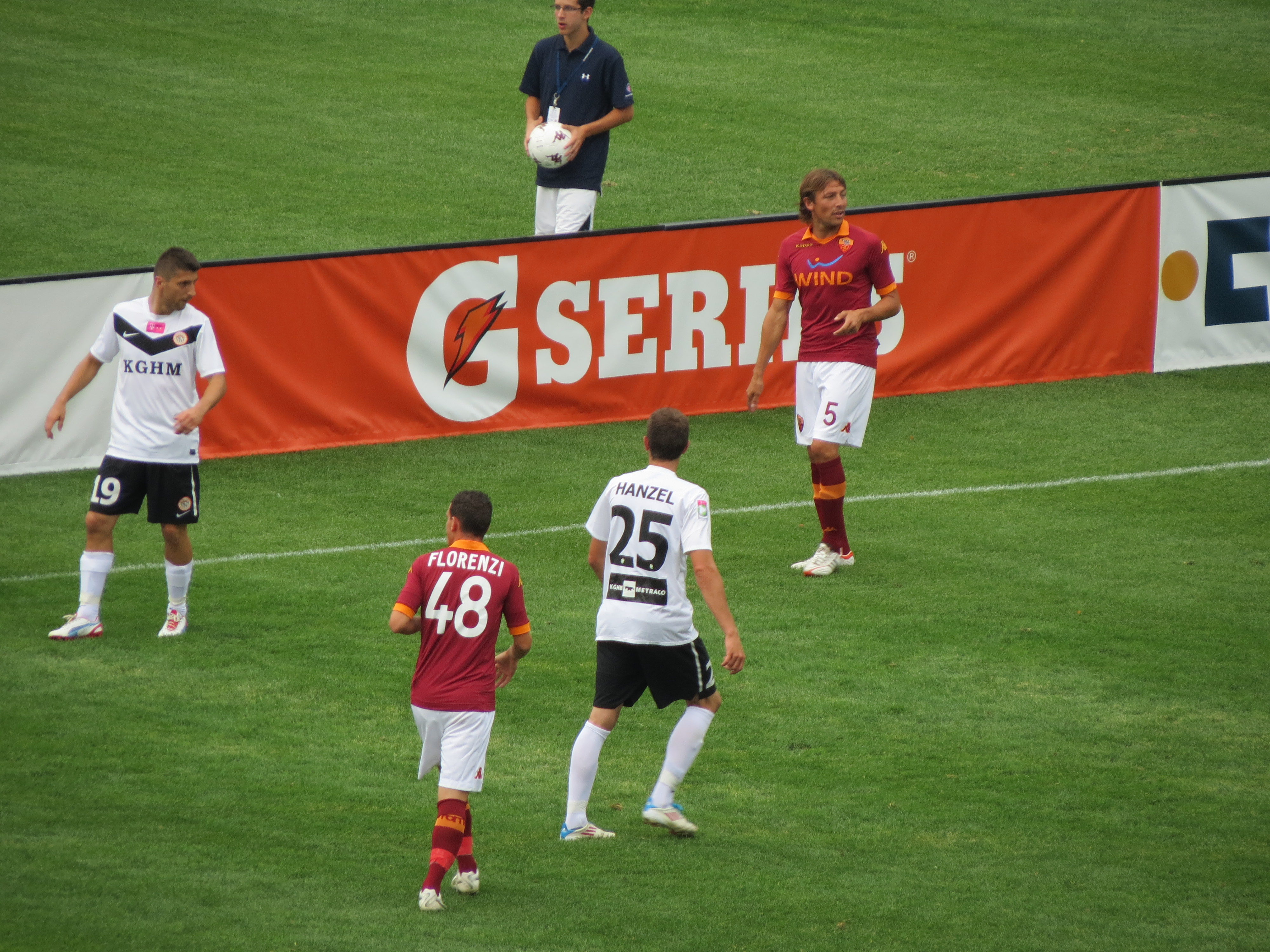
Heinze (à droite) avec la Roma en juillet 2012.

Le 22 juillet 2011, à 33 ans, il signe librement un contrat d'un an plus une seconde année en option en faveur de l'AS Rome afin de découvrir un nouveau championnat. 
Heinze joue son premier match pour la Roma le 11 septembre 2011, lors d'une rencontre de championnat face au Cagliari Calcio. Il est titularisé et son équipe s'incline par deux buts à un.
Il prend part à 32 rencontres toutes compétitions confondues avant d'être libéré par le club italien au début d'août 2012, n'entrant pas dans les plans du nouvel entraîneur.

#### Retour en Argentine (2012-2014)
N’entrant pas dans les plans de Zdeněk Zeman, Heinze décide de rentrer chez les Newell's Old Boys. Le 11 août 2012, Heinze s'engage en faveur de son club formateur,. 
Le 6 mars 2014 il marque un but contre le CA Vélez Sarsfield. Il s'agit du dernier but de sa carrière, et il permet à son équipe de s'imposer par quatre buts à un.
Après deux saisons et de nombreuses blessures, Gabriel Heinze annonce sa retraite sportive après une riche carrière et de nombreux titres.

#### En sélection (2003-2010)
Ses performances sous le maillot parisien lui permettent d'éveiller l'intérêt du sélectionneur argentin, Marcelo Bielsa, puisqu’en avril 2003 il revêt pour la première fois le maillot albiceleste. Il honore sa première sélection le 30 avril 2003 à Tripoli lors du match face à la Libye.
Un an plus tard, Heinze est médaillé d'or aux Jeux olympiques d'Athènes en 2004 avec l'Argentine et joue l'intégralité de la finale remportée 1-0 face au Paraguay. La même année, il perd en finale de la Copa América face au Brésil aux tirs au but. Il rate le second tir de son équipe.
En 2005, l'Argentine perd la finale de la Coupe des confédérations face au Brésil.
Il marque son premier but en sélections le 17 août 2005 en Hongrie lors d'un match amical. Les Argentins s'imposent par deux buts à un ce jour-là.
Il fait partie des 23 Argentins lors du mondial 2006 en Allemagne. Il joue quatre matchs, son équipe est éliminée en quart de Finale contre l'Allemagne.

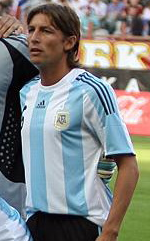
Heinze avec l’Argentine lors de la Coupe du monde 2010.

En 2007, l'Argentine perd de nouveau en finale de la Copa América contre le Brésil. C'est la troisième finale de Gabriel Heinze avec l'Argentine, toutes perdues et à chaque fois contre le Brésil. Il marque lors de la demi-finale contre le Mexique gagnée 3-0.
Il se distingue lors de la Coupe du monde 2010 en inscrivant le premier but du tournoi pour l'Argentine face au Nigeria à la sixième minute, d'une tête au point de pénalty. Il joue quatre matchs lors de la compétition et son équipe perd de nouveau en Quart de Finale contre l'Allemagne comme en 2006.

### Carrière d’entraîneur (2015-)
Un temps pressenti pour rejoindre le staff de Marcelo Bielsa alors entraîneur de l'Olympique de Marseille en 2014, Gabriel Heinze connait finalement sa première expérience sur un banc la saison suivante en devenant entraîneur de Godoy Cruz le 14 juin 2015. Sa première expérience sur le banc tourne court puisqu'il ne reste que six mois au club.
Pour la saison suivante, il retrouve dès juin 2016 un banc en signant en faveur de Argentinos Juniors, alors en seconde division. Malgré l'accession à l'étage supérieur obtenue quatre journées avant la fin du championnat, il quitte son poste début août 2017.
Le 11 décembre 2017, il est engagé par le Velez Sarsfield, alors dix-neuvième au classement. Il quitte son poste en mars 2020 alors que le club est en troisième position du championnat.
Le 18 décembre 2020, Gabriel Heinze est nommé entraîneur d'Atlanta United en Major League Soccer. Heinze est le troisième entraîneur de la saison pour la franchise d'Atlanta, après Frank de Boer puis Stephen Glass, qui avait remplacé le Néerlandais en juillet 2020. Seulement sept mois après son arrivée en MLS, l'entraîneur argentin est démis de ses fonctions le 18 juillet 2021. Il paye un très mauvais début de saison au cours duquel Atlanta n'a remporté que deux de ses treize rencontres de saison régulière en MLS. Dans les jours suivants son licenciement, les médias rapportent de sources anonymes internes au club que Gabriel Heinze posait des problèmes de gestion. Ne respectant pas la convention collective des joueurs qui soulèvent un grief auprès de leur syndicat, il manque aussi de communication avec ceux-ci comme avec le personnel sportif ou administratif en place avant son arrivée et limite la quantité d'eau disponible aux joueurs durant la pré-saison, les médecins du club devant d'ailleurs intervenir.
Le 25 octobre 2022, il devient le nouvel entraineur de Newell's Old Boys.

## Statistiques

### Générales
Ce tableau présente les statistiques de Gabriel Heinze,.
| Saison                | Club                     | Championnat           | Championnat | Championnat | Coupe(s) nationale(s) | Coupe(s) nationale(s) | Compétition(s) continentale(s) | Compétition(s) continentale(s) | Compétition(s) continentale(s) | Argentine | Argentine | Total | Total |
| Saison                | Club                     | Division              | M.          | B.          | M.                    | B.                    | Comp.                          | M.                             | B.                             | M.        | B.        | M.    | B.    |
| 1996-1997             | Newell's Old Boys        | Primera División      | 8           | 0           | -                     | -                     | -                              | -                              | -                              | -         | -         | 8     | 0     |
| 1997-1998             | Real Valladolid          | Liga                  | -           | -           | -                     | -                     | -                              | -                              | -                              | -         | -         | 0     | 0     |
| 1998-1999             | Sporting Portugal (prêt) | Primeira Divisão      | 5           | 1           | -                     | -                     | -                              | -                              | -                              | -         | -         | 5     | 1     |
| 1999-2000             | Real Valladolid          | Liga                  | 18          | 0           | -                     | -                     | -                              | -                              | -                              | -         | -         | 18    | 0     |
| 2000-2001             | Real Valladolid          | Liga                  | 36          | 1           | -                     | -                     | -                              | -                              | -                              | -         | -         | 36    | 1     |
| Sous-total            | Sous-total               | Sous-total            | 54          | 1           | -                     | -                     | -                              | -                              | -                              | -         | -         | 54    | 1     |
| 2001-2002             | Paris Saint-Germain      | Ligue 1               | 31          | 0           | 7                     | 1                     | CI+C3                          | 4+6                            | 1+0                            | -         | -         | 48    | 2     |
| 2002-2003             | Paris Saint-Germain      | Ligue 1               | 35          | 2           | 7                     | 1                     | C3                             | 4                              | 0                              | 3         | 0         | 49    | 3     |
| 2003-2004             | Paris Saint-Germain      | Ligue 1               | 33          | 2           | 5                     | 1                     | -                              | -                              | -                              | 12        | 0         | 50    | 3     |
| Sous-total            | Sous-total               | Sous-total            | 99          | 4           | 19                    | 3                     | -                              | 14                             | 1                              | 15        | 0         | 147   | 8     |
| 2004-2005             | Manchester United        | Premier League        | 26          | 1           | 6                     | 0                     | C1                             | 7                              | 0                              | 11        | 0         | 50    | 1     |
| 2005-2006             | Manchester United        | Premier League        | 4           | 0           | -                     | -                     | C1                             | 2                              | 2                              | 7         | 1         | 13    | 3     |
| 2006-2007             | Manchester United        | Premier League        | 21          | 0           | 8                     | 1                     | C1                             | 8                              | 0                              | 7         | 1         | 44    | 2     |
| Sous-total            | Sous-total               | Sous-total            | 51          | 1           | 14                    | 1                     | -                              | 17                             | 2                              | 25        | 2         | 107   | 6     |
| 2007-2008             | Real Madrid              | Liga                  | 20          | 1           | 2                     | 0                     | C1                             | 4                              | 0                              | 6         | 0         | 32    | 1     |
| 2008-2009             | Real Madrid              | Liga                  | 24          | 2           | 3                     | 0                     | C1                             | 7                              | 0                              | 10        | 0         | 44    | 2     |
| Sous-total            | Sous-total               | Sous-total            | 44          | 3           | 5                     | 0                     | -                              | 11                             | 0                              | 16        | 0         | 76    | 3     |
| 2009-2010             | Olympique de Marseille   | Ligue 1               | 27          | 4           | 2                     | 0                     | C1+C3                          | 6+1                            | 2+0                            | 12        | 1         | 48    | 7     |
| 2010-2011             | Olympique de Marseille   | Ligue 1               | 31          | 3           | 2                     | 0                     | C1                             | 8                              | 1                              | 4         | 0         | 45    | 4     |
| Sous-total            | Sous-total               | Sous-total            | 58          | 7           | 4                     | 0                     | -                              | 15                             | 3                              | 16        | 1         | 93    | 11    |
| 2011-2012             | AS Rome                  | Serie A               | 30          | 0           | 2                     | 0                     | -                              | -                              | -                              | -         | -         | 32    | 0     |
| 2012-2013             | Newell's Old Boys        | Primera División      | 25          | 1           | -                     | -                     | CL                             | 10                             | 0                              | -         | -         | 35    | 1     |
| 2013-2014             | Newell's Old Boys        | Primera División      | 27          | 2           | -                     | -                     | CL                             | 4                              | 0                              | -         | -         | 31    | 2     |
| Sous-total            | Sous-total               | Sous-total            | 52          | 3           | -                     | -                     | -                              | 14                             | 0                              | -         | -         | 66    | 3     |
| Total sur la carrière | Total sur la carrière    | Total sur la carrière | 393         | 20          | 45                    | 4                     | -                              | 71                             | 6                              | 72        | 3         | 581   | 33    |

### Buts internationaux
| 0   | Date            | Lieu                                              | Compétition                            | Résultat | Adversaire | Détail | Détail         | Détail | Sél. |
| --- | --------------- | ------------------------------------------------- | -------------------------------------- | -------- | ---------- | ------ | -------------- | ------ | ---- |
| 1er | 17 août 2005    | Stade Ferenc Puskás, Budapest, Hongrie            | Match amical                           | V 1-2    | Hongrie    | 62e    | de la tête     | 1-2    | 27e  |
| 2e  | 11 juillet 2007 | Polideportivo Cachamay, Ciudad Guayana, Venezuela | Demi-finale de la Copa América 2007    | V 0-3    | Mexique    | 45e    | du pied gauche | 0-1    | 39e  |
| 3e  | 12 juin 2010    | Ellis Park Stadium, Johannesbourg, Afrique du Sud | Premier tour de la Coupe du monde 2010 | V 1-0    | Nigeria    | 6e     | de la tête     | 1-0    | 65e  |

## Palmarès

### En club
Pendant son premier passage en France, il remporte la Coupe de France 2004 avec le Paris SG, après avoir été finaliste en 2003. Il est également vice-champion de France en 2004 et vainqueur de la Coupe Intertoto en 2001.
Parti en Angleterre sous la tunique de Manchester United, il est champion d'Angleterre en 2007 après avoir été vice-champion en 2006. Il est également finaliste de la coupe d'Angleterre en 2007.
Il est ensuite champion d'Espagne en 2008 avec le Real Madrid et vainqueur de la Supercoupe d'Espagne la même année.
Il remporte ses derniers titres à l'Olympique de Marseille, en étant champion de France en 2010 et vice-champion en 2011. Il remporte également la coupe de la ligue à deux reprises en 2010 et 2011.

### En sélection nationale
Avec l'équipe d'Argentine, il remporte les jeux olympiques en 2004. Avec la sélection, il est deux fois finaliste de la Copa América en 2004 et 2007, battu à chaque fois par le Brésil et finaliste de la Coupe des confédérations en 2005 à nouveau battu par le Brésil.

### Distinctions personnelles
Il est nommé dans l'équipe-type de Division 1 en 2002 aux Oscars du football.
Sur le plan individuel, il est élu joueur de l'année par les supporters de Manchester United (prix Sir Matt Busby) en 2005.
Il est membre de l'équipe-type de ceux qui ont marqué l'histoire du Paris Saint-Germain par So Foot en 2017.

## Style de jeu

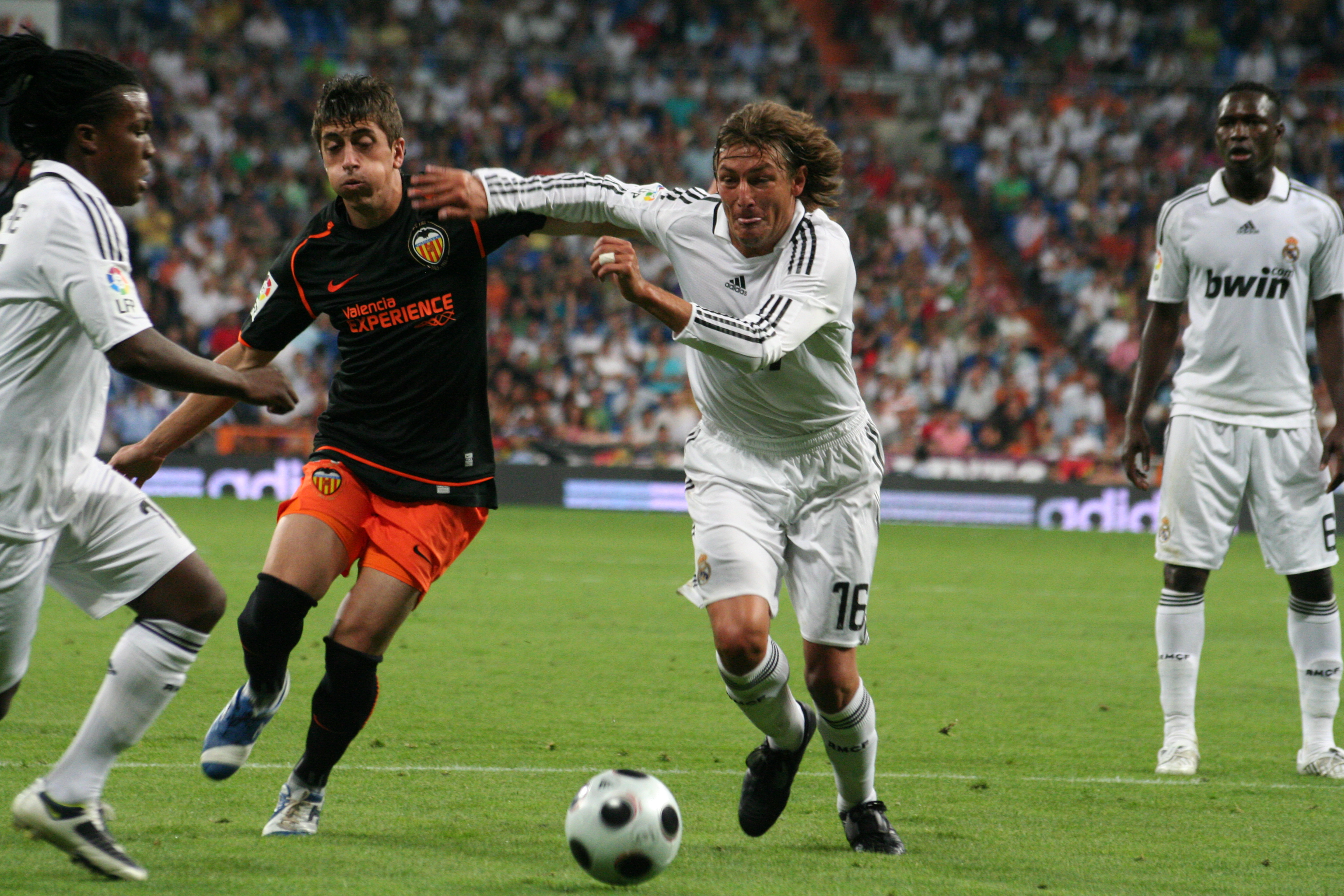
Heinze à la lutte pour le ballon.

Gabriel Heinze est reconnu comme étant un joueur « très combatif, dur sur l’homme et au combat ». « Gabi » incarne à lui tout seul les valeurs du défenseur argentin typique. Dur sur l’homme, aboyeur et roublard, le natif de Crespo fait l’unanimité au sein de ses différents clubs. Véritable leader sur et en dehors du terrain, Heinze sait compenser son manque de puissance physique par un placement intelligent et un mental combatif.
Il peut jouer latéral gauche ou défenseur central, la défense centrale étant malgré tout sa position privilégiée du fait de ses qualités. Il démontre aussi ses talents comme tireur de coup franc.

## Polémique
Il est cité dans l'affaire des Panama Papers pour avoir créé une société offshore en 2005 aux Iles Vierges britanniques. Elle aurait servi à cacher des sommes versées par son équipementier Puma entre 2005 et 2008.